# Shadeland
Shadeland est une municipalité située dans le comté de Tippecanoe, dans l’État de l'Indiana, aux États-Unis. Lors du recensement de 2020, elle comptait 1 757 habitants.